# Buffalo (MPCV)
Pour les articles homonymes, voir Buffalo.
Le Buffalo Mine protected clearance vehicule est un véhicule militaire du génie américain. Il est fabriqué par la firme Force Protection Inc. sur la base du véhicule de déminage blindé sud-africain Casspir.

## Histoire
L’US Army et l'US Marine Corps, premiers utilisateurs, disposent d'un certain nombre de ces matériels coûtant, à l'unité, environ 10 millions de dollars qui sont utilisés en opérations depuis 2003. 35 servent en juin 2008 en Irak et en Afghanistan. Le 29 septembre 2005, l'un d'entre eux a été détruit au combat lors de l'attaque d'un convoi à Bagdad. Le 200e exemplaire a été livré aux forces armées des États-Unis en juin 2008.

## Caractéristiques
Alors que le Casspir était un véhicule à quatre roues, le Buffalo en a une paire de plus. Il est aussi équipé d'un grand bras articulé, qu'un opérateur peut utiliser pour examiner une mine suspecte à une bonne distance de sécurité, en restant abrité. Il a une masse de 20 tonnes à vide et 36,3 tonnes à pleine charge.
Le point commun entre les deux véhicules reste la forme caractéristique de la coque en V du châssis, qui permet d'évacuer le souffle des mines explosant sous l'engin. Par ailleurs, le blindage ainsi que la forme du véhicule le protègent contre les impacts de calibre 7,62 mm.
Il est équipé d'un système de détection des mines à l'avant du véhicule. Il permet de transporter sous protection au plus près une équipe de 5 démineurs ainsi que des drones de déminage terrestre (dans la benne arrière), ainsi que de manipuler l'engin explosif avec un bras dédié d'origine à cet usage, sur lequel on peut adapter différents outils à l'abri de la benne.
Par ailleurs, il peut transporter jusqu'à douze combattants dans son module arrière, ce qui en fait un véhicule apte au transport de troupes sous faible blindage, voire un véhicule de commandement ou de transport de système d'armes.
Les insurgés irakiens l'ont surnommé « la griffe », à cause de la pince caractéristique placée au bout du bras articulé, utilisée pour le déminage. Son efficacité est telle, dans la lutte contre les engins explosifs improvisés (EEI), que des graffitis ont été laissés sur les murs de Bagdad indiquant en arabe « Mort aux griffes ».

## Utilisateurs
- États-Unis : 200
- Canada : 20[4],[5]
- France : 5 (livrés via l'USMC) à partir de novembre 2008[6]. Le coût unitaire annuel d'entretien en 2013 est de 30 262 euros[7].
- Royaume-Uni : 14 livrés à partir de fin 2009[8].
- Italie : 6

## Culture populaire
Le Buffalo apparait dans le film américain Transformers en 2007. Il s'agit du personnage de Bonecrusher. Il s'agit dans l'histoire d'un robot extraterrestre pouvant prendre la forme d'un Buffalo de l'armée américaine.